# Tyrannulus elatus
Tyrannulus elatus е вид птица от семейство Tyrannidae, единствен представител на род Tyrannulus.

## Разпространение
Видът е разпространен в Боливия, Бразилия, Венецуела, Гвиана, Еквадор, Колумбия, Коста Рика, Панама, Перу, Суринам и Френска Гвиана.